# Leptoneta simboggulensis
Leptoneta simboggulensis là một loài nhện trong họ Leptonetidae.
Loài này thuộc chi Leptoneta. Leptoneta simboggulensis được miêu tả năm 1971 bởi Paik.